# Giuseppe Lucchese Prezzolini

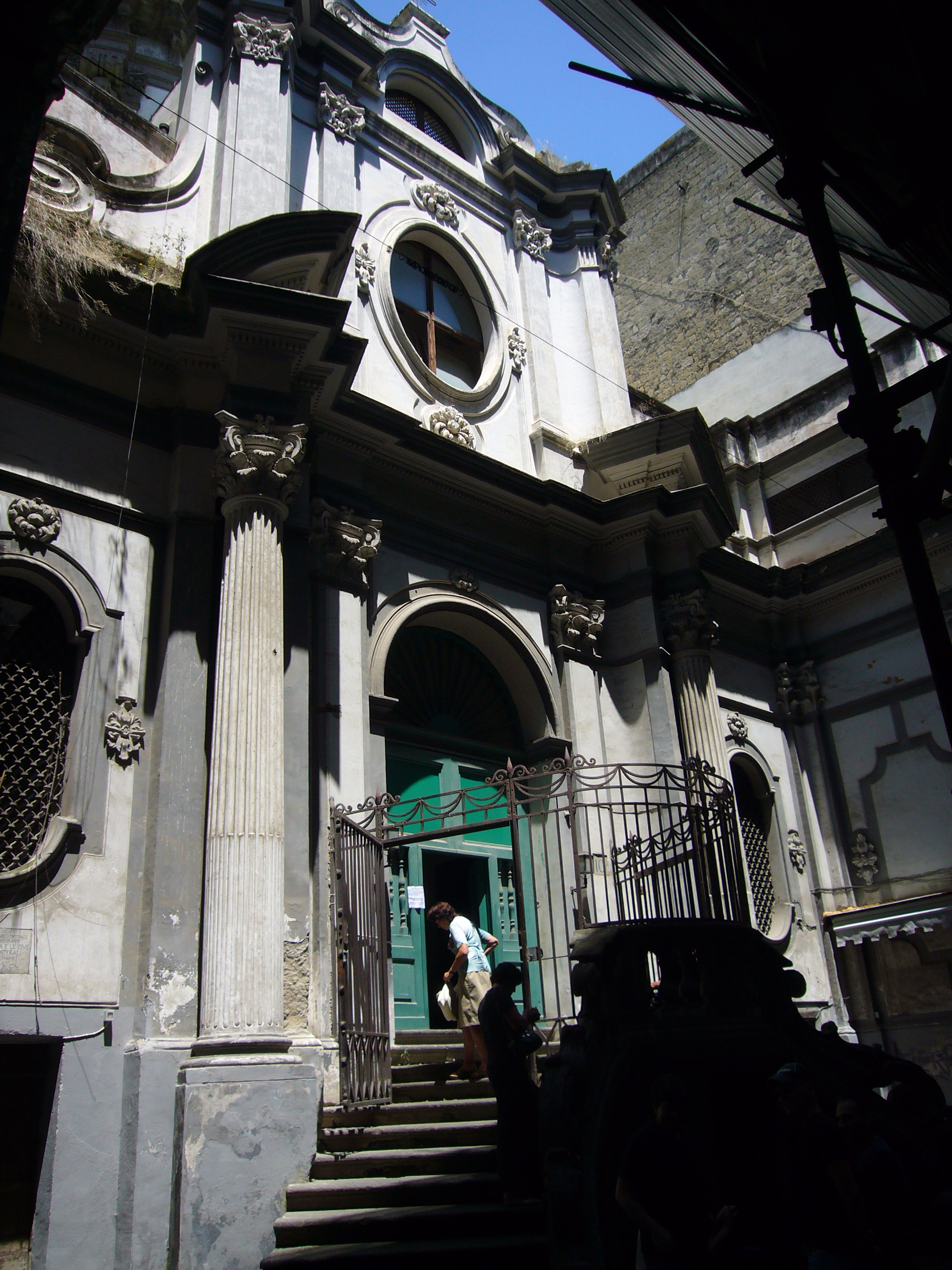
Facciata della Chiesa di San Nicola a Nilo

Giuseppe Lucchese Prezzolini (Napoli, 1678 – Napoli, 1724) è stato un architetto e ingegnere italiano.

## Biografia
Fu uno degli architetti più attivi tra l'ultimo decennio del XVII secolo e il primo quarto del successivo. Il suo primo intervento documentato risale al 1696, quando fu attivo presso la chiesa di San Nicola a Nilo per un primo intervento. Al 1700 sono datati un restauro effettuato alla chiesa di chiesa di Sant'Arcangelo a Baiano e uno alla chiesa di Santa Maria Maggiore alla Pietrasanta.
Nel 1706 fu l'autore del seggio di Portanova, che fu affrescanto successivamente da Nicola Malinconico. Già dal 1709 fu attivo presso il Monastero della Santissima Annunziata ad Aversa; progettò in particolar modo la torre campanaria collegata con Porta Napoli. Nel 1711 fece una ricognizione della copertura della chiesa di Santa Maria Maddalena de' Pazzi, e nei due anni successivi si rese autore di un rifacimento dell'organo nella chiesa chiesa di Santa Maria Donnaregina Nuova e del restauro, in qualità di ingegnere, della chiesa di Santa Maria Porta Coeli al vico Zuroli.
Nel 1713 fu attivo a Sorrento, nel monastero della Santissima Annunziata, per il rifacimento dell'intempiatura dell'edificio. Contemporaneamente si stava ultimando la realizzazione della chiesa di San Nicola, i cui lavori terminarono nel 1717. L'abilità dell'architetto si concentrò nella progettazione della facciata a due ordini che domina lo slargo genaratosi con l'arretramento del prospetto.
Nel 1717 si occupò della risistemazione della fontana nel cortile del palazzo di Giuseppe d'Aponte, l'anno successivo coadiuvò Domenico Antonio Vaccaro alla riedificazione della chiesa di Santa Maria della Concezione a Montecalvario.
L'architetto morì nel 1724; in una polizza di pagamento relativa al compimento del secondo ordine del campanile del Monastero della Santissima Annunziata ad Aversa risulta già morto. L'architetto Pietro Lucchese, suo figlio, continuò le fabbriche lasciate incompiute dal padre.